# HD 65257
HD 65257，又名BD+16 1598，SAO 97429、HR 3104，是一颗恒星，视星等为5.99，位于銀經205.06，銀緯22.08，其B1900.0坐标为赤經7h 52m 49.2s，赤緯+16° 22.08′ 17″。